# Ковлягин, Анатолий Фёдорович
Анато́лий Фёдорович Ковля́гин (11 января 1938 — 3 октября 2009) — советский и российский партийный, государственный и политический деятель. Глава администрации Пензенской области (1993—1998). Почётный гражданин города Пензы (1996).

## Биография
Родился 11 января 1938 года в селе Блохино Бессоновского района Пензенской области в многодетной крестьянской семье.

### Образование
Окончил Пензенский государственный сельскохозяйственный институт по специальности «ученый-агроном» в 1961 году, аспирантуру АОН при ЦК КПСС в 1982 году, кандидат экономических наук.
С 1961 года работал инструктором Пензенского обкома ВЛКСМ, заведующим отделом и первым секретарем Городищенского райкома ВЛКСМ, с 1964 года — агрономом Городищенского производственного управления сельского хозяйства, затем директором совхоза «Бояровский» Камешкирского района, начальником Камешкирского районного производственного управления сельского хозяйства.

### Политическая деятельность
С 1967 по 1974 год — первый секретарь Колышлейского райкома КПСС. В годы работы в районе был награждён орденами «Знак Почёта» (1971) и Ленина (1973).

С Ковлягиным я не работал, но знаю его хорошо. Он был человеком непростым, всегда каким-то лукавым. Он еще когда был первым секретарем в Колышлее (я тогда работал главным инженером колхоза), принимал какие-то наигранные, неправильные решения. Допустим, Ковлягин мог в 2 часа ночи приехать на ферму из-за ерунды — увидев, что где-то подкапывает поилка. И в 6 утра он собирал бюро райкома партии и начинал выговаривать, что там поилка капает. Причем с такой демагогией он это делал! А потом, конечно, спал целый день. […] Ковлягин, конечно, меня тоже недолюбливал за то, что я его покритиковывал. Хотя потом, когда он ушел на пенсию и увидел, как мы «бодаемся» с Бочкарёвым, он приходил ко мне несколько раз, говорил: «Виктор, ты извини, я по отношению к тебе всегда был неправ. Ты — другой человек»
— Из воспоминаний В. А. Лазуткина
С 1974 года — заведующий отделом организационно-партийной работы Пензенского обкома КПСС.
С 1982 года работал в аппарате ЦК КПСС: инструктор, помощник заведующего отделом организационно-партийной работы.
2 декабря 1986 года избран вторым секретарем и членом бюро Пензенского обкома КПСС, сменив Георга Мясникова, занимавшего этот пост свыше 25 лет.
После трёх лет работы на посту второго секретаря обкома, с октября 1989 года по октябрь 1991 года был председателем Пензенского облисполкома. В этой должности Ковлягин сменил Виктора Дорошенко, занимавшего пост председателя облисполкома свыше 20 лет.
После роспуска Пензенского обкома КПСС и отстранения от власти первого секретаря обкома Бориса Зубкова в августе 1991 года, Анатолий Ковлягин стал фактическим руководителем Пензенской области. Но, эти полномочия он утратил уже в октябре 1991 года, в связи с назначением главой администрации Пензенской области Александра Кондратьева, указом президента РСФСР Бориса Ельцина.
В 1990 году избран народным депутатом РСФСР, входил во фракцию «Родина», работал на постоянной основе в Верховном Совете РФ в составе Конституционной комиссии.
11 апреля 1993 года на первых всенародных выборах был избран главой администрации Пензенской области, получив 71 % голосов избирателей (за него проголосовали 505 490 человек).
В декабре 1993 года был избран в Совет Федерации, с января 1996 года по апрель 1998 года входил в состав Совета Федерации по должности, был членом Комитета по делам Федерации, Федеративному договору и региональной политике, членом Мандатной комиссии.
12 апреля 1998 года, баллотируясь на второй срок, проиграл губернаторские выборы главе администрации Железнодорожного района г. Пензы Василию Бочкарёву и депутату Государственной думы РФ Юрию Лыжину (КПРФ), заняв лишь третье место.
В 1999 году пытался выставить свою кандидатуру в депутаты Государственной думы РФ от Пензенской области, но не сумел собрать необходимое количество подписей избирателей в поддержку своего выдвижения.
Последние годы жизни провёл в Пензе, находясь на пенсии. От политической деятельности отошёл.

Памятник на могиле Анатолия Ковлягина на Новозападном кладбище Пензы

Скончался 3 октября 2009 года в г. Пензе на 72-м году жизни. 5 октября 2009 года был похоронен на Аллее славы Новозападного кладбища г. Пензы с государственными почестями.

## Награды и звания
- Орден Ленина (1973);
- орден «Знак Почёта» (1971);
- медали;
- звание «Почётный гражданин г. Пензы» (1996).
- Почётная грамота Правительства Российской Федерации (31 декабря 1997) — за большой личный вклад в социально-экономическое развитие Пензенской области и многолетний добросовестный труд
- Благодарность Президента Российской Федерации (30 мая 1998) — за добросовестный труд и последовательное проведение курса экономических реформ[4]